# Éditions Wallâda
Les Éditions Wallâda sont une maison d'édition située en France.
Le nom est inspiré de Wallâda Bint al-Mustakfi, célèbre poétesse andalouse, princesse omeyyade, fille de Muhammad al-Mustakfi Billah (Muhammad III) (976-1025), un des derniers califes omeyyades de Cordoue.

## Histoire
Les Éditions Wallâda ont été fondées en 1982 après une rencontre avec le Père Fleury, aumônier du camp de concentration de Poitiers et grand résistant. La première collection sera tsigane avec comme ouvrage initial Où vas-tu, Manouche ? du patriarche Joseph Doërr, suivi en 1983 par Un camp pour les Tsiganes et les autres de Jacques Sigot sur le Camp de concentration de Montreuil-Bellay. Par la suite viennent des romans tsiganes débutant par la réimpression de Savina de Matéo Maximoff, des contes, de la poésie et la production de CD.

## Principaux auteurs publiés
- Thérèse Bacha Galan
- Michèle Barbier
- Jacques Biolley
- Robert Blondel
- Filament de Clairière
- Clémentine de Como
- Joseph Doër
- Lick
- Roberto Lorier
- Federico García Lorca
- Vania de Gila-Kochanowski
- Monique Grandjonc
- Maurice Mauviel
- Matéo Maximoff
- Françoise Mingot-Tauran
- Gema Nino
- Yuko Nishikawa
- Antoine Oggiano
- Pierre Robert[Lequel ?]
- Esméralda Romanez
- Jacques Sigot
- Joseph Stimbach
- Victoria Thérame
- Michelle Thibon
- Annick Tré-Hardy Coelenbier
- Jean Vilane